# クルージング (映画)
『クルージング』（Cruising）は、1980年のアメリカ合衆国のサスペンス映画。監督はウィリアム・フリードキン、出演はアル・パチーノとポール・ソルヴィノなど。原作はジェラルド・ウォーカーの1970年の同名小説。
タイトルである「クルージング」は本来の意味ではなく、警察官によるパトロールとゲイ用語での男を漁る行為を指す掛詞。
ゲイの男が被害者の連続殺人事件の捜査のため、ゲイの社会、それも黒レザー系のSMゲイたちの中に囮として潜入していった1人の刑事が、ゲイの世界に触れ、自らの有り様を葛藤していく様をアル・パチーノが演じている。舞台となったニューヨークのゲイ・エリアとして知られるクリストファー・ストリートのゲイ風俗もふんだんに描かれた。
主題歌はウィリー・デヴィルの「イッツ・ソー・イージー（It's So Easy）」。

## キャスト
※括弧内は日本語吹替（初回放送1985年9月13日 日本テレビ『金曜ナイトスクリーン』）
- スティーヴ・バーンズ: アル・パチーノ（曽我部和恭）
- エデルソン警部: ポール・ソルヴィノ（飯塚昭三）
- ナンシー: カレン・アレン（榊原良子）
- スチュアート・リチャーズ: リチャード・コックス（英語版）（中田譲治）
- テッド・ベイリー: ドン・スカーディノ（英語版）（戸谷公次）
- ディシモーネ巡査: ジョー・スピネル（津田英三）
- スキップ・リー: ジェイ・アコヴォーン
- ルフランスキー刑事: ランディ・ジャーゲンセン（英語版）（小島敏彦）
- リフキン医師: バートン・ヘイマン（英語版）（石井敏郎）
- ダビンチ: ジーン・デイヴィス（英語版）（福士秀樹）
- ローレン・ルーカス: アルナルド・サンタナ（銀河万丈）
- エリック・ロスマン: ラリー・アトラス（英語版）（幹本雄之）
- 刑事部長: アラン・ミラー（英語版）
- ブラシオ刑事: ソニー・グロッソ（英語版）
- シュライバー刑事: エドワード・オニール
- デイビス刑事: マイケル・アロニン（石森達幸）
- グレゴリー: ジェームズ・レマー（小島敏彦）
- ポール・ゲインズ: ウィリアム・ラス
- デッシャー巡査: マイク・スター（亀井三郎）
- ハンカチ屋の店員: パワーズ・ブース（田口昴）
- タフ・コップ: ヘンリー・ジャッド・ベイカー（英語版）

## 作品の評価

### 映画批評家によるレビュー
Rotten Tomatoesによれば、批評家の一致した見解は「『クルージング』は映画製作の技術とアル・パチーノの献身的な演技のおかげで自信を持って滑空しているが、この話題性のあるスリラーはテーマを敏感に捉えたり、その残虐性を正当化したりするのに苦労している。」であり、54件の評論のうち高評価は50%にあたる27件で、平均点は10点満点中6.2点となっている。Metacriticによれば、18件の評論のうち、高評価は6件、賛否混在は3件、低評価は9件で、平均点は100点満点中43点となっている。

### 受賞歴
| 賞                     | 部門       | 候補者                   | 結果       |
| ---------------------- | ---------- | ------------------------ | ---------- |
| ゴールデンラズベリー賞 | 最低作品賞 |                          | ノミネート |
| ゴールデンラズベリー賞 | 最低監督賞 | ウィリアム・フリードキン | ノミネート |
| ゴールデンラズベリー賞 | 最低脚本賞 | ウィリアム・フリードキン | ノミネート |

### LGBTコミュニティの反応
この映画の描写、特にゲイ＝暴力的と描かれる点においてLGBTコミュニティから批判の声があがり、主演のアル・パチーノは匿名で給料の全額をさまざまな慈善団体に寄付したと明かしている。近年は、HIVウイルス蔓延前のゲイ・カルチャーを記録した貴重な映画として再評価する声もある。